# Tarumovskij rajon
Il Tarumovskij rajon (in russo Тарумовский район?) è un municipal'nyj rajon della Repubblica autonoma del Daghestan, in Caucaso.